# 黒松内ジャンクション
黒松内ジャンクション（くろまつないジャンクション）は、北海道寿都郡黒松内町字赤井川にある道央自動車道と黒松内新道を結ぶジャンクション。
黒松内JCTと黒松内新道の接続付近に黒松内JCT料金所が設置されている。料金所付近にある黒松内南ICはハーフICのため、道央道からは利用できるICは国道5号に接続する黒松内ICのみとなる。

## 歴史
- 2009年（平成21年）11月7日：黒松内新道・黒松内JCT - 黒松内IC間が開通[2]。
- 2018年（平成30年）12月 : IC番号を「14-1」から「12」に変更[注 2]。

## 接続する道路
- E5 道央自動車道（北海道縦貫自動車道）
- E5A 黒松内新道（一般国道自動車専用道路 (A')）

## 黒松内JCT料金所
ブース数：4
倶知安・黒松内（黒松内新道）方向
- ブース数：2
  - ETC専用：1
  - 一般：1

函館・室蘭（道央道）方向
- ブース数：2
  - ETC専用：1
  - 一般：1

## 隣
E5 道央自動車道
(11) 長万部IC - 静狩PA - (12) 黒松内JCT - (13) 豊浦IC
E5A 黒松内新道
(12) 黒松内JCT/TB - 黒松内南IC - 黒松内IC

## その他
黒松内JCTの手前1kmと500mに設置されている道路標識「方面及び方向（108の2-C）」は2018年に、これまでの分岐と方面・方向のみを図示した物（2018年7月撮影の写真）から、方面・方向に加えて実際のジャンクションの形状と料金所の位置を図示した物（2018年12月撮影の写真）に変更された。